# Sources de locutions latines
Pour un article plus général, voir Liste de locutions latines.
Cette page donne la source des locutions latines recensées dans la liste des locutions latines.

## Ab igne ignem capere
Ciceron, Des devoirs, 1, 16, 52. [Traduction : Charles Appuhn ; Cicéron, De la vieillesse, De l'amitié, Des devoirs ; Paris, Garnier, 1933.]
| Ex quo sunt illa communia : non prohibere aqua profluente, pati ab igne ignem capere, si qui uelit, consilium fidele deliberanti dare, quae sunt iis utilia, qui accipiunt, danti non molesta. | De là ces formules de bon sens : ne pas interdire de puiser à l'eau courante, laisser prendre du feu à son feu, conseiller de bonne foi celui qui délibère ; toutes manières de rendre service sans frais. |

Retour à la liste des locutions latines.

## Absit invidia (verbo)
Tite-Live, Histoire romaine, 10, 19, 15. [Traduction : MM. Corpet, Verger et E. Pesseaunaux ; Histoire romaine de Tite-Live, t. II ; Paris, Garnier, 1904.]
| Absit invidia verbo et civilia bella sileant : nunquam ab equite hoste, nunquam a pedite, nunquam aperta acie, nunquam aequis, utique nunquam nostris locis laboravimus | Que l'on soit impartial, sans parler des guerres civiles : on conviendra que jamais cavalerie ennemie, jamais infanterie, jamais bataille rangée, que les positions fussent ou non avantageuses, ne nous causa d'embarras. |

Retour à la liste des locutions latines

## Absit reverentia vero
Ovide, Les Héroïdes, 5, 12. [Traduction : Ovide, Œuvres complètes, avec la traduction en français, publiées sous la direction de M. Nisard, Maître de Conférence à l'École Normale ; Paris, J.-J. Dubochet et Cie, Éditeurs, Rue de Seine 33, 1838.]
| Nondum tantus eras, cum te contenta marito edita de magno flumine nympha fui, qui nunc Priamides (absit reverentia vero) servus eras. | Tu n'étais pas célèbre comme aujourd’hui lorsque je me contentai de toi pour époux, moi nymphe et fille d'un grand fleuve. Maintenant, fils de Priam (ne craignons pas de dire la vérité), tu étais alors esclave. |

Retour à la liste des locutions latines

## Ad undas
Virgile, l'Énéide, 4, 253-256, [Traduction : Université Catholique de Louvain.]
| Hic primum paribus nitens Cyllenius alis constitit ; hinc toto praeceps se corpore ad undas | C'est là que, déployant ses ailes, s'arrête d'abord Cyllénius ; puis, tête en avant, il plonge son corps entier vers les ondes, |
| misit, aui similis, quae circum litora,                                                     | tel l'oiseau qui vole le long des côtes et rase le sol                                                                          |
| circum piscosos scopulos humilis uolat aequora iuxta.                                       | autour des rochers poissonneux qui bordent de la mer.                                                                           |

Retour à la liste des locutions latines

## Ad vitam æternam
Extrait de la prière chrétienne du Confiteor :
| Misereatur nostri omnipotens Deus et dimissis peccatis nostris perducat nos ad vitam aeternam Amen | Que le Seigneur Tout Puissant et Miséricordieux Nous accorde le Pardon, l'Absolution Et nous conduise à la vie éternelle, Ainsi soit-il. |

Retour à la liste des locutions latines

## Adeo in teneris consuescere multum est
Quintilien, Les institutions oratoires, 1, 3, 13. [Traduction : Nizard ; Paris, 1842.]
| Protinus ergo, ne quid cupide, ne quid inprobe, ne quid inpotenter faciat, monendus est puer, habendumque in animo semper illud Vergilianum : adeo in teneris consuescere multum est. | On ne saurait donc avertir trop tôt un enfant de ne rien faire avec passion, avec méchanceté, avec emportement ; et il faut se souvenir toujours de ce mot de Virgile : Tant de nos premiers ans l'habitude a de force ! |

Retour à la liste des locutions latines

## Adhuc sub judice lis est
Horace, L'Art poétique, 73-79. [Traduction : Fr. Richard ; Paris, Garnier, 1944.]
| Res gestae regumque ducumque et tristia bella quo scribi possent numero, monstrauit Homerus. | Quel vers peut chanter les exploits des rois et des chefs, la guerre et ses tristesses, c'est Homère qui l'a montré. |
| Versibus impariter iunctis querimonia primum,                                                | Le distique a exprimé d'abord la plainte funèbre,                                                                    |
| post etiam inclusa est uoti sententia compos.                                                | puis a été consacré à l'ex-voto.                                                                                     |
| Quis tamen exiguos elegos emiserit auctor,                                                   | Qui a, le premier, fait servir ce mètre modeste à l'élégie,                                                          |
| grammatici certant et adhuc sub iudice lis est.                                              | les grammairiens en discutent encore, et le procès est toujours pendant.                                             |

Retour à la liste des locutions latines

## Æs triplex
Horace, Odes, 1, 3, 9. [Traduction : Ch.-M. Leconte de Lisle (1818-1894) ; Horace, traduction nouvelle. Paris, A. Lemerre, 1911.]
| Illi robur et aes triplex Cirea pectus erat, qui fragilem truci Commisit pelago ratem Primus… | Un triple chêne, un triple airain couvrait le cœur de celui qui confia une barque fragile aux flots redoutables le premier… |

Retour à la liste des locutions latines

## Alis aquilæ
Bible, Vulgate, Livre d'Isaïe, 40. [Traduction : Louis Segond, 1910.]
| Deficient pueri et laborabunt et iuvenes in infirmitate cadent Qui autem sperant in Domino mutabunt fortitudinem adsument pinnas sicut aquilae current et non laborabunt ambulabunt et non deficient | Les adolescents se fatiguent et se lassent, Et les jeunes hommes chancellent ! Mais ceux qui se confient en l'Éternel renouvellent leurs forces. Ils prennent leur envol comme des aigles ; Ils courent et ne se lassent point, Ils marchent et ne se fatiguent point. |

Retour à la liste des locutions latines

## Amore, more, ore, re
Cette formule ingénieuse est souvent attribuée à Virgile. Toutefois plusieurs arguments laissent penser que cette attribution est erronée :
- l'exploration systématique de l'œuvre de Virgile ne permet pas d'en trouver trace ;
- la métrique n'en est pas régulière ;
- ce genre de formule amusante n'est pas virgilien, ni même dans l'esprit des classiques romains.

Il apparaît plus vraisemblable qu'elle soit d'origine médiévale.
Une intéressante discussion de cette formule peut être lue (en anglais) sur le site http://promagistris.blogspot.com (Consulté le 24 juillet 2010).
Retour à la liste des locutions latines

## Arma potentius aequum
Ovide, Les Fastes, 3, 277-289. [Traduction : M. Nisard ; Paris, 1857.]
| Principio nimium promptos ad bella Quirites molliri placuit iure deumque metu Inde datae leges, ne firmior omnia posset, coeptaque sunt pure tradita sacra coli. Exuitur feritas, armisque potentius aequum est, et cum ciue pudet conseruisse manus, atque aliquis, modo trux, uisa iam uertitur ara uinaque dat tepidis farraque salsa focis. | C'était le temps où il fallait enfin soumettre au frein de la justice et retenir par la crainte des dieux ces Romains toujours prêts à saisir les armes. Les lois sont proclamées et remplacent le droit du plus fort ; alors les divinités des ancêtres sont l'objet d'un culte solennel. La barbarie disparaît peu à peu ; l'équité succède à la violence ; le citoyen rougit de combattre contre un citoyen, et tel qui, furieux, allait assouvir sa colère, s'apaise soudain, à l'aspect de l'autel, et vient jeter sur la flamme le vin, le sel et le froment. |

Retour à la liste des locutions latines

## Auri mediocritas
Horace, Odes, 2, 10, 5-9. [Traduction : Ch.-M. Leconte de Lisle (1818-1894). Horace, traduction nouvelle ; Paris, A. Lemerre, 1911.]
| Auream quisquis mediocritatem diligit, tutus caret obsoleti sordibus tecti, caret inuidenda sobrius aula. Saepius uentis agitatur ingens. | Celui qui aime la médiocrité dorée évitera pour son repos les misères d'un toit délabré, et, dans sa sobriété, le palais qu'on envie. Le pin élevé est plus souvent agité par les vents. |

Retour à la liste des locutions latines

## Aut bibat aut abeat
Cicéron, Les Tusculanes, 5, 41. [Traduction : M. Nisard ; Paris, Dubochet, 1841.]
| Mihi quidem in vita, servanda videtur illa lex, quae in Graecorum conuiviis optinetur: "Aut bibat" inquit "aut abeat". Et recte. Aut enim fruatur aliquis pariter cum aliis voluptate potandi aut, ne sobrius in violentiam vinolentorum incidat, ante discedat. Sic injurias fortunae, quas ferre nequeas, defugiendo relinquas | Du moins je voudrais qu'à cet égard on suivît la loi reçue par les Grecs dans leurs festins : "Que tout convive boive, ou se retire". Loi sagement établie ; car il est juste que tous participent aux plaisirs de la table ou que le sobre la quitte, de peur qu'il n'éprouve la violence des têtes échauffées par le vin ; et de même, si vous ne vous sentez point assez fort contre la fortune, dérobez-vous a ses atteintes en renonçant à vivre. |

Retour à la liste des locutions latines

## Ave Maria
Prière chrétienne.
| Ave Maria, gracia plena, Dominus tecum : benedicta tu in mulieribus, et benedictus fructus ventris tui, Jesus. Sancta Maria, Mater Dei, ora pro nobis peccatoribus, nunc et in hora mortis nostrae. Amen. | Je vous salue Marie, pleine de Grâce, le Seigneur est avec vous. Vous êtes bénie entre toutes les femmes et Jésus, le fruit de vos entrailles, est béni. Sainte Marie, mère de Dieu, priez pour nous, pauvres pécheurs, maintenant et à l'heure de notre mort. Amen. |

Retour à la liste des locutions latines